# Померанец
Помера́нец (лат. Cítrus aurántium), также известен как бигара́дия, севи́льский апельси́н, ки́слый апельсин, или го́рький апельсин:26 — вечнозелёное древесное растение, вид рода Цитрус (Citrus) семейства Рутовые (Rutaceae). Вероятно, является гибридом мандарина (Citrus reticulata) и помело (Citrus maxima).

## Ботаническое описание

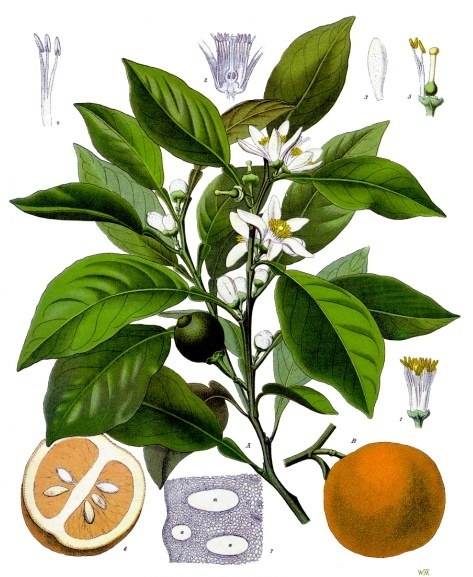

Померанец — небольшое вечнозелёное дерево высотой 2—10 м (комнатные формы не превышают в высоту 1 м). Ветви с длинными, тонкими, острыми колючками.
Листья очерёдные, черешковые, кожистые, блестящие, сверху зелёные, снизу светло-зелёные с многочисленными просвечивающимися вместилищами эфирного ма́сла. Черешки ширококрылые, довольно длинные, резко суживающиеся к бескрылому основанию.
Цветки крупные, диаметром 2—3 см, очень душистые, одиночные или собраны в немногоцветковые, пазушные пучки по два — семь цветков. Чашечка 4—5-зубчатая, снаружи опушённая. Венчик 4—8-лепестный. Лепестки белые, узкопродолговатые, слегка мясистые, с вместилищами эфирного масла. Тычинки многочисленные, сросшиеся столбиком и головчатым рыльцем.
Плод ягодообразный («померанец»), шаровидный, иногда слегка сплюснутый, 6—7 см в диаметре, кожура толстая с неровно-бугристой поверхностью, ярко-оранжевая, легко отделяющаяся от мякоти, с многочисленными вместилищами эфирного масла; мякоть состоит из 10—12 долек, кислая, слегка горьковатая. Семена сплюснуто-клиновидные, бороздчатые, светло-жёлтые. Завязь тёмно-зелёная, появляется на третий день цветения.
Цветёт в апреле — мае. Плоды созревают в ноябре — январе.

## Распространение и экология
В диком состоянии неизвестен. Родина — Юго-Восточная Азия. Культивируется в средиземноморских странах, на Кавказе, в Парагвае и на некоторых островах Вест-Индии. Наряду с Павловским лимоном выращивается как комнатное растение.
Температурные границы от +5 до +45 °C, что позволяет уже в начале июня выставлять растение на открытый воздух.

## Химический состав

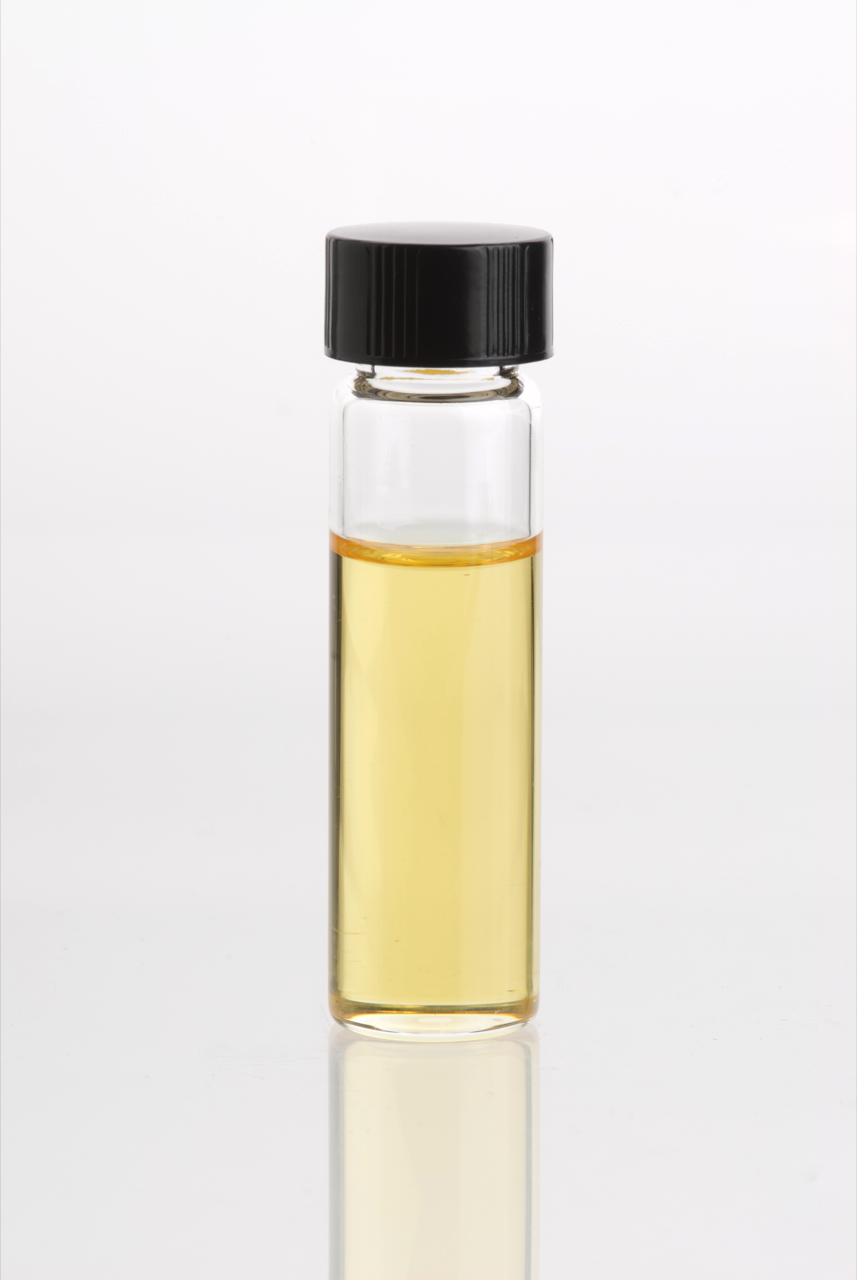
Неролиевое масло

В плодах содержатся углеводы, органические кислоты (лимонная, яблочная, салициловая, галловая), гликозиды (гесперидин, изогесперидин и др.), относящиеся к группе веществ с Р-витаминной активностью.
В листьях, ветках, молодых стеблях и незрелых плодах содержится эфирное масло (петигреневое померанцевое масло). Выход эфирного масла из свежих цветков 0,1—0,2 %, из кожуры плодов — 1,2—2 % (на сырую массу). В состав масла входят камфен, β-пинен, дипентен (и лимонен), L-линалоол, D-α-терпинеол, нерол, гераниол, сесквитерпены. Масло из кожуры плодов по запаху напоминает лимонное, а по составу и свойствам — апельсиновое. В составе масла обнаружены α-лимонен (97—98 %), α-пинен, оцимен, мирцен, терпинеол, D-камфен, D-линалоол, нерол, фарнезол, неролидол и другие соединения.
Эфирное масло из цветков (неролиевое масло) очень приятного запаха. В его состав входят лимонен, сложные эфиры линалоола и гераниола, а также метиловый эфир антраниловой кислоты, придающий маслу нежнейший аромат.
Эфирное масло из кожуры зрелых плодов (померанцевое масло) содержит мирцен, лимонен, γ-терпинен, фелландрен, α- и β-пинены, камфен и другие вещества.
Эфирное масло незрелых плодов, как и масло из свежих цветков, получают перегонкой с водяным паром или способом анфлеража (экстракции жирным маслом). Эфирное масло из кожуры получают путём прессования без нагревания.

## Приготовление
Хотя сырая мякоть несъедобна, померанец широко используется в кулинарии.

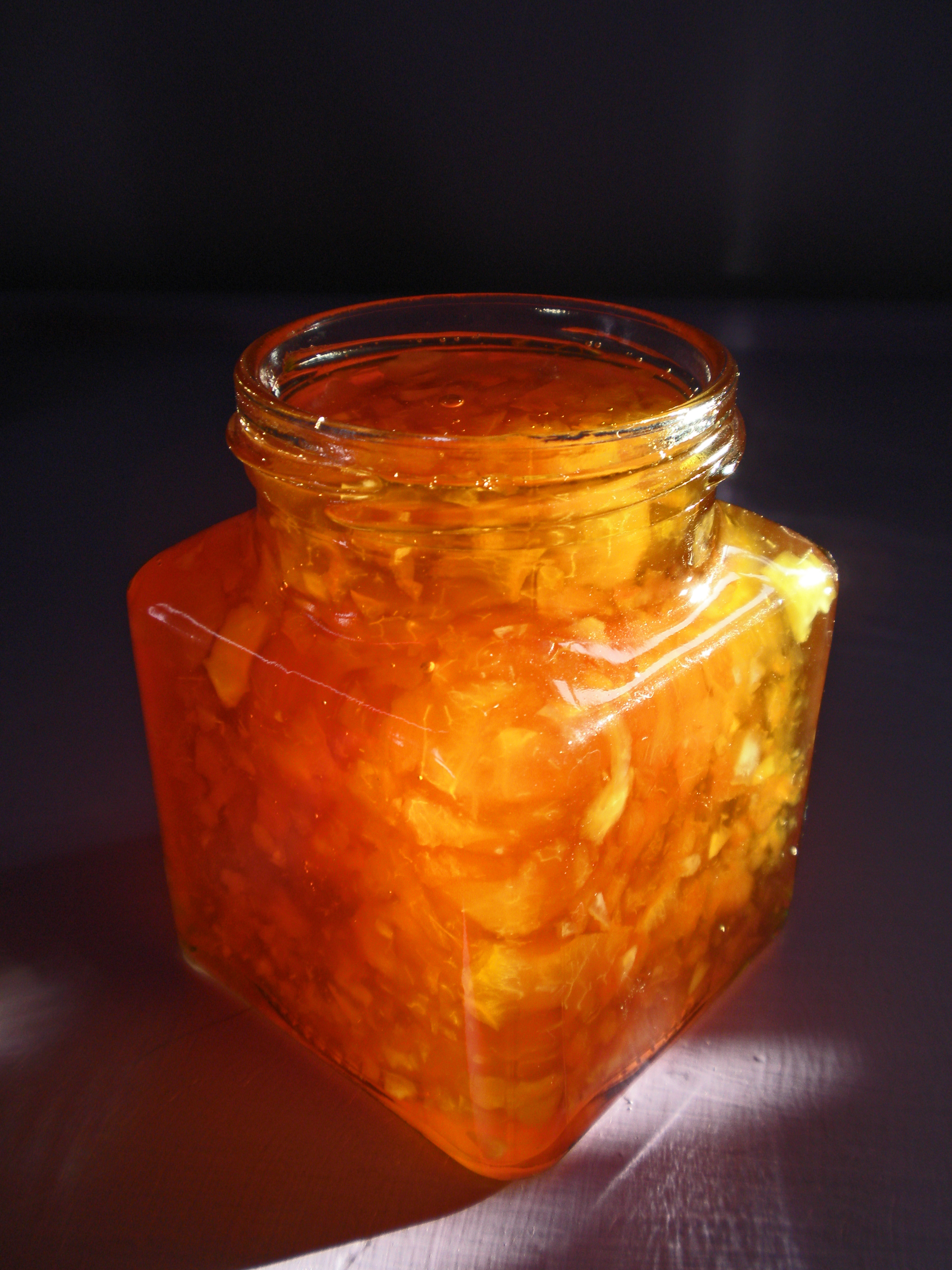
мармелад традиционно готовится зимой

Севильский апельсин (померанец) используется для приготовления британского мармелада, поскольку в нём больше пектина, чем в обычных апельсинах, и, следовательно, он даёт более густую консистенцию. Раз в год померанец собирают с деревьев в Севилье и отправляют в Великобританию для использования в мармеладе. Однако в Андалусии этот фрукт редко употребляют в пищу. Это отражает исторические атлантические торговые отношения с Португалией и Испанией; Самый ранний рецепт «мармелата из апельсинов» датируется 1677 годом.
Померанец использовался во всех ранних рецептах утки с апельсином, первоначально называвшейся canard à la bigarade.
Он также используется в компотах и для апельсиновых ликёров. Кожуру можно использовать в производстве биттеров. Незрелый плод, называемый нартангаи, обычно используется в южно-индийской кухне, особенно в тамильской. Его маринуют, разрезая на спирали или небольшие дольки и фаршируя солью. Рассол обычно употребляют с йогуртовым рисом, называемым тайир садам. Свежие фрукты также часто используются в пачади.
Бельгийский Witbier («белое пиво», или бланш) часто приправляют цедрой померанца.
В Финляндии и Швеции цедра померанца используется в сушёном измельчённом виде (померансси по-фински, померанс по-шведски) в имбирных пряниках (пеппаркакор), некоторых рождественских хлебах и мямми. В Дании цукаты (Danish pomeransskal) используются в различных десертах и пирожных, таких как Рождественский пирог (julekage) и Коричневый пирог (brunekager). Он также используется в скандинавских глёги.
В Греции и на Кипре неранци или κιτρομηλο, соответственно, являются одними из самых ценных фруктов, используемых для сладостей с ложки, а дерево C. aurantium (nerantziá или kitromiliá) является популярным декоративным деревом. В Албании nerënxa или portokalli i hidhur также обычно используются в сладостях с ложкой.
На Мальте померанцы известны как larinġ tal-bakkaljaw и используются для приготовления мармелада и в качестве подвоя для других цитрусовых деревьев. Мальтийский безалкогольный напиток Kinnie также сделан из горьких апельсинов.
В Турции сок из спелых фруктов можно использовать в качестве заправки для салатов, особенно в районе Чукурова. Однако в иракской кухне померанец или рарандж по-иракски используется для дополнения таких блюд, как обугленная рыба (самак или симах маскауф, томатное рагу моргат тамата, кима, блюдо, имеющее те же ингредиенты, что и иракское томатное рагу с добавлением мясного фарша, варёного нута лаблаби, салатов, в качестве заправки и, по сути, любого блюда, которое можно добавить к горькому апельсину. Иракцы также употребляют его в виде цитрусовых или сока, чтобы сделать сок из горьких апельсинов асир. По всему Ирану (где этот фрукт широко известен как нарендж) сок широко используется в качестве заправки для салатов, подкислителя в тушёных блюдах и соленьях или в качестве маринада. Соцветия собирают свежими для приготовления дорогого душистого ароматного джема (варенье из горьких цветков апельсина, морабба бахар-нарендж) или добавляют в заварку чая.
В Америке сок из спелых фруктов используется в качестве маринада для мяса в никарагуанской, кубинской, доминиканской и гаитянской кулинарии, как и в перуанском севиче. На Юкатане (Мексика) это основной ингредиент блюда кочинита пибиль. На Кубе традиционный рождественский десерт готовят из цедры горького апельсина, приготовленного в сиропе, и едят с сыром и бунюэло. В Суринаме его сок также используется в известном блюде пом.

## Родственные виды
Citrus bergamia, бергамот, вероятно, является гибридом померанца и лиметты; его выращивают в Италии для производства ма́сла бергамота, компонента многих марок парфюмерии и чая, особенно чая Earl Grey.

## Значение и применение
Померанцевый цветок, или флёрдоранж — традиционная часть свадебного букета и подвенечного убора невесты, символ девичьей невинности.
Настой из цветков — померанцевая вода — в старину был популярен как ароматный напиток, а также применялся в парфюмерии.
Из измельчённой корки зрелых плодов (лат. Pericarpium Aurantii) готовят настойки, используемые как средство, повышающее аппетит или в качестве корригенса при производстве других лекарственных форм.
Незрелые плоды померанца («померанцевые орешки» 5—15 мм в диаметре), самопроизвольно опадающие с дерева, являются сырьём для получения эфирного ма́сла, используемого в ликёро-водочной промышленности.
Плоды померанца применяются в медицине, а неролиевое и петигреновое эфирные масла́ из цветков и листьев используются для приготовления мармелада, засахаренных корок и прохладительных напитков, и входят в качестве основной составной части во многие цветочные композиции в парфюмерии. В кондитерской и других отраслях пищевой промышленности употребляются также настои цветков.

## В геральдике

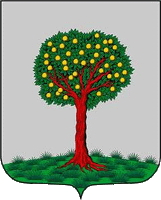
Герб города Ломоносова

Изображение померанца используется в гербе города Ломоносова (до 1948 — Ораниенбаум, нем. Oranienbaum - померанцевое дерево), пригорода Санкт-Петербурга:

«В серебряном поле оранжевое дерево с его плодами».— П. Винклер